# Kahf al-Habasz
Kahf al-Habasz (arab. كهف الحبش) – wieś w Syrii, w muhafazie Hama. W 2004 roku liczyła 508 mieszkańców.